# Барон Ремнант
Барон Ремнант из Уэнхастонп в графстве Саффолк — наследственный титул в системе Пэрства Соединённого королевства. Он был создан 26 июня 1928 года для консервативного политика, сэра Джеймса Ремнанта, 1-го баронета (1862—1933). Ранее он представлял Холборн в Палате общин Великобритании (1900—1928). 14 июля 1917 года для него уже был создан титул баронета из Уэнхастонпа в графстве Саффолк.
По состоянию на 2024 год носителем титула являлся его правнук, Филип Джон Ремнант, 4-й барон Ремнант (род. 1954), который стал преемником своего отца в 2022 году.

## Бароны Ремнант (1928)
- 1928—1933: Джеймс Фаркухарсон Ремнант, 1-й барон Ремнант (13 февраля 1862 — 30 января 1933), старший сын Фредерика Уильяма Ремнанта (1811—1885)[1];
- 1933—1967: Роберт Джон Фаркухарсон Ремнант, 2-й барон Ремнант (29 марта 1895 — 4 июня 1967), старший сын предыдущего[2];
- 1967—2022: Джеймс Воган Ремнант, 3-й барон Ремнант (23 октября 1930 — 4 марта 2022), единственный сын предыдущего[3]
- 2022 — настоящее время: Филип Джон Ремнант, 4-й барон Ремнант (род. 20 декабря 1954), старший сын предыдущего[4];
  - Наследник титула: достопочтенный Эдвард Джеймс Ремнант (род. 2 июля 1981), единственный сын предыдущего[5];
  - Наследник наследника: Теодор Филип Ноэль Ремнант (род. 31 июля 2014)[6].